# Megachile brooksi
Megachile brooksi là một loài Hymenoptera trong họ Megachilidae. Loài này được Pauly mô tả khoa học năm 2001.